# 圧痛点
圧痛点（あっつうてん）とは、身体を診断する際、指などで圧迫したときに強く痛みが出る点をいう。疾患によって特定の部位に痛みを感じるため、重要な診断要素の一つである。圧診点とも呼ばれる。

## 主な圧痛点

### マックバーネー（McBurney）点

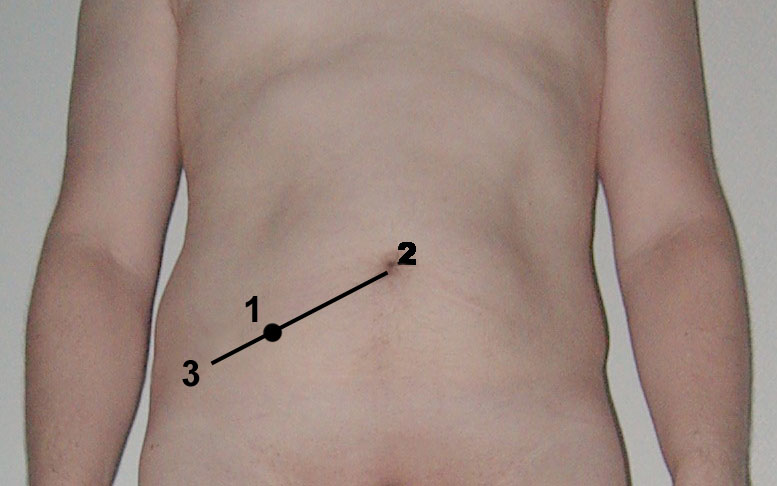
マックバーネーの圧痛点（1の部分）

マックバーニーとも呼ばれる。大変有名な圧痛点である。臍と右上前腸骨棘とを結ぶ線上で、右上前腸骨棘より約5センチメートルの点にあり、虫垂炎の診断には不可欠である。名前の由来はチャールズ・マックバーネー(en:Charles McBurney (surgeon))から。

### ランツ（Lanz）点
虫垂炎の圧痛点。左右の上前腸骨棘を結ぶ線上で中点より右3分の1のところにある。

### ボアス（Boas）点
胃潰瘍の圧痛点。第10〜12胸椎の左側約3センチメートルに位置する。

### ボアス（Boas）胆嚢点
胆道疾患の圧痛点。第9、第10胸椎の右側に位置する。

### 小野寺臀部点
胃潰瘍・十二指腸潰瘍の圧痛点。上前腸骨棘と上後腸骨棘との中間で腸骨稜より約3センチメートル下方にある。名前の由来は小野寺直助。

### モンロー（Munro）点
虫垂炎の圧痛点。ムンロー点、マンロー点とも呼ばれる。右上前腸骨棘と臍を結ぶ線の中点に位置する。

### レンズマン（Lenzmann）点
虫垂炎の圧痛点。両上前腸骨棘を結ぶ線上で右上前腸骨棘より約5センチメートルに位置する。